# Aniuta
Aniuta är ett släkte av fjärilar. Aniuta ingår i familjen praktmalar, Oecophoridae.
Kladogram enligt Catalogue of Life:
| Aniuta | \| \| Aniuta melanoma \| \| \| \| \| \| Aniuta ochroleuca \| \| \| \| |
|        | \| \| Aniuta melanoma \| \| \| \| \| \| Aniuta ochroleuca \| \| \| \| |
|        | Aniuta melanoma                                                       |
|        |                                                                       |
|        | Aniuta ochroleuca                                                     |
|        |                                                                       |